# María Bufano
María Bufano (1943 - Buenos Aires, 6 de agosto de 2020) fue una actriz argentina.

## Carrera artística
Conocida por sus papeles en Un mundo de veinte asientos y Montaña Rusa como así también en varias producciones cinematográficas.
Sus trabajos en el teatro incluyen Cremona (1971), El jardín de los Frenchiberutti (1972), Doña Disparate y Bambuco (1990), Amores equivocados (1991), Nora (1992), El zoo de cristal (1998) y El hombre equivocado (2012).
En el año 2007 trabajó en la obra de radioteatro 0597 da ocupado del autor y productor Alberto Migré y transmitida por Radio Continental.
Estuvo casada con el actor argentino de origen español Humberto Serrano.

## Televisión
| Año         | Telenovela                                                | Personaje      | Canal                                           |
| ----------- | --------------------------------------------------------- | -------------- | ----------------------------------------------- |
| 1970 - 1972 | La luna de Canela                                         |                | Canal 7                                         |
| 1978 - 1979 | Un mundo de veinte asientos                               | Luisa Agripina | Canal 9                                         |
| 1979        | Los especiales de ATC (El jugador)                        | Paula          | Canal 7                                         |
| 1980        | Un día 32 en San Telmo                                    | Olga           | Canal 9                                         |
| 1980        | Los especiales de ATC (Yetattore)                         | Leonor         | Canal 7                                         |
| 1981        | Stefanía                                                  | Diana          | Canal 13                                        |
| 1982        | Todo Tuyo                                                 | Marisa         | Canal 13                                        |
| 1983        | Las 24 horas (Veinticuatro horas antes de la ayuda)       | Susy           | Canal 13                                        |
| 1983        | Aprender a vivir... 83                                    | Amanda         | Canal 9                                         |
| 1987 - 1988 | Mi nombre es coraje                                       | Juana          | Canal 2                                         |
| 1989        | Las comedias de Darío Vittori (Un metejón fuera de tarro) | Nelly          | Canal 2                                         |
| 1989        | La extraña dama                                           |                | Canal 9                                         |
| 1991        | Alta Comedia (Ecos)                                       |                | Canal 9                                         |
| 1994        | Con alma de tango                                         | Sor Alicia     | Canal 9                                         |
| 1994 - 1995 | Montaña rusa                                              | Mamá de Víctor | Canal 13                                        |
| 1995 - 1996 | Por siempre mujercitas                                    |                | Canal 9                                         |
| 1995 - 2006 | Chiquititas                                               |                | Telefe                                          |
| 1997 - 1998 | Ricos y famosos                                           | María          | Canal 9                                         |
| 2001        | Los médicos de hoy 2                                      |                | Canal 13                                        |
| 2002 - 2003 | Rebelde Way                                               |                | Azul Televisión / América (2002) Canal 9 (2003) |
| 2003        | Malandras                                                 |                | Canal 9                                         |
| 2004 - 2005 | Floricienta                                               |                | Canal 13                                        |
| 2007        | Televisión por la identidad (Episodio 7)                  | Abuela         | Telefe                                          |
| 2007 - 2010 | Casi ángeles                                              |                | Telefe                                          |
| 2008        | Vidas robadas                                             |                | Telefe                                          |

## Cine
| Año  | Película                     | Personaje         | Dirección         |
| ---- | ---------------------------- | ----------------- | ----------------- |
| 1974 | Gente en Buenos Aires        |                   | Eva Landeck       |
| 1974 | El amor infiel               |                   | Mario David       |
| 1977 | El Gordo Catástrofe          |                   | Hugo Moser        |
| 1978 | Fotógrafo de señoras         |                   | Hugo Moser        |
| 1978 | Borges para millones         |                   | Ricardo Wullicher |
| 1978 | Los médicos                  |                   | Fernando Ayala    |
| 1979 | La carpa del amor            |                   | Julio Porter      |
| 1983 | El grito de Celina           | Hermana de Celina | Mario David       |
| 1995 | Facundo, la sombra del tigre |                   | Nicolás Sarquís   |